# 李文俊 (翻译家)
李文俊（1930年—2023年1月27日），男，祖籍广东中山，生于上海，中华人民共和国翻译家，中国翻译协会副会长、中国作家协会会员，中国社会科学院研究员、荣誉学部委员。毕业于复旦大学。李文俊和妻子张佩芬都是翻译家。其主要成就是翻译美国著名小说家威廉·福克纳和女小说家弗朗西丝·霍奇森·伯内特的小说以及加拿大女小说家爱丽丝·门罗的《逃离》。

## 生平
1930年，李文俊出生在广东省中山县。
1952年，李文俊从复旦大学新闻系毕业，毕业后担任《译文》和《世界文学》的编辑等职务，并且开始发表作品。
1979年，李文俊加入中国作家协会。
2023年1月27日于北京去世。

## 家庭
李文俊的妻子张佩芬精通德文，是著名德文文学翻译家。

## 作品

### 威廉·福克纳作品
- 《喧哗与骚动》[2]
- 《我弥留之际》[10]
- 《去吧，摩西》[11]
- 《押沙龙，押沙龙！》[12]

### 弗朗西斯·霍奇森·伯内特作品
- 《小爵爷》
- 《小公主》
- 《秘密花园》[13]

### 其他译著
- 《变形记》（弗朗茨·卡夫卡）
- 《在路上》（凯鲁亚克）
- 《伤心咖啡馆之歌》（美国卡森·麦卡勒斯）[14]
- 《鸟雀街上的孤岛》（以色列尤里·奥莱夫）
- 《九故事》（美国杰罗姆·大卫·塞林格）

### 散文集
- 《妇女画廊》
- 《纵浪大化集》
- 《寻找与寻见》

### 其他
- 《福克纳传》[9]
- 《美国文学简史》

## 奖项
1994年，中美文学交流奖。